# Rhopalothrix kusnezovi
Rhopalothrix kusnezovi är en myrart som beskrevs av Brown och Kempf 1960. Rhopalothrix kusnezovi ingår i släktet Rhopalothrix och familjen myror. Inga underarter finns listade i Catalogue of Life.